# Consolida thirkeana
Consolida thirkeana là một loài thực vật có hoa trong họ Mao lương. Loài này được (Boiss.) Bornm. mô tả khoa học đầu tiên năm 1936.